# Fièvres (film, 2013)
Pour les articles homonymes, voir Fièvres.
Pour plus de détails, voir Fiche technique et Distribution.
Fièvres est un film dramatique français réalisé par Hicham Ayouch, présenté au Festival international du film de Marrakech le 5 décembre 2013, sorti en France le 29 octobre 2014.

## Synopsis
Le jour où sa mère est envoyée en taule, Benjamin, gamin violent et solitaire, se découvre un père : Karim. Il débarque alors dans la vie de ce quadra cassé habitant encore chez ses parents. Entre amour et haine, Karim se débat avec sa paternité soudaine pendant que Benjamin se lie d’amitié avec un poète marginal squattant une caravane au bord de l'eau. Dans le foyer à l'équilibre fragile, les murs tremblent et les cœurs s'échauffent. 

## Fiche technique
- Titre original : Fièvres
- Titre anglais : Fevers
- Réalisation : Hicham Ayouch
- Scénario original : Hicham Ayouch, Abdel Hafed Benotman et Aicha Yacoubi
- Photographie : Boubkar Benzabat
- Son : Hassan Kamrani
- Décors : William Abello
- Costumes : Mathieu Hennion
- Montage : Julien Fouré
- Musique : Bachar Mar Khalife
- Production : Natacha Delmon Casanova et Pierre-Emmanuel Le Goff
- Société(s) de production : La Vingt-Cinquième Heure en coproduction avec Président Productions, Les Pépites du Cinéma, Invest Image 1, Cinémage 8 et Commune Image Media
- Pays d’origine :  France
- Langue originale : français
- Format : couleur — 2K — 2,35:1
- Genre : drame
- Durée : 89 minutes
- Dates de sortie : 
  - Maroc : 	5 décembre 2013 (Festival international du film de Marrakech)
  - France : 29 octobre 2014

## Distribution
- Didier Michon : Benjamin
- Slimane Dazi : Karim Zeroubi
- Lounes Tazaïrt : Abdelkader Zeroubi
- Farida Amrouche : Zohra Zeroubi
- Tony Harrisson : Claude
- Pascal Elso : Nounours
- Môh Aroussi : Heikel Zeroubi
- Émilia Dérou-Bernal : l'assistante sociale

## Festivals
Récompenses
- Grand prix étalon d'or, meilleur long-métrage, au festival fespaco de Ouagadougou, Burkina Faso - 2015 [1]
- Meilleur long-métrage au Africa International Film Festival (Afriff), Nigeria - 2015
- Meilleur long-métrage au Reelafrican Awards, Afrique du Sud - 2015
- Meilleur long-métrage au Carrousel international du film de Rimouski, Québec - 2015
- Meilleur long-métrage de fiction au Abu Dhabi film festival, Émirats arabes unis - 2014
- Meilleur film pour un Africain vivant à l'étranger aux African Movie Academy Awards, Nigeria - 2015
- Meilleur film au festival Afrykamera de Varsovie, Pologne - 2015
- Fifog d'argent au festival international du film oriental de Genève, Suisse - 2015
- Oasis d'argent au festival international du film arabe de Gabès, Tunisie - 2015
- Alhambra d'argent au festival Cines del sur de Grenade, Espagne - 2015
- Prix du scénario pour Aicha Yacoubi et Hicham Ayouch au festival du film d'Alexandrie, Égypte - 2014
- Double prix d'interprétation pour Slimane Dazi et Didier Michon au festival international du film de Marrakech, Maroc - 2013
- Prix d'interprétation pour Slimane Dazi au festival méditerranéen cinéma et immigration de Oujda, Maroc - 2016
- Prix d'interprétation pour Didier Michon au festival international de Durban, Afrique du Sud - 2015
- Prix d'interprétation pour Didier Michon au festival du film d'Alexandrie, Égypte - 2014
- Prix coup de cœur des lycéens au festival du film arabe de Fameck, France - 2014
- Mention spéciale du jury au festival international du cinéma de Burundi (Festicab) à Gihosha, Tanzanie - 2014
- Mention spéciale pour Didier Michon au festival national du film de Tanger, Maroc -  2014
- Nomination meilleur acteur / Sotigui d'or pour Didier Michon aux Sotigui Awards, Burkina Faso - 2016
- Nomination meilleur acteur de l'Afrique du Nord pour Didier Michon aux Sotigui Awards, Burkina Faso - 2016
- Nominations meilleur film francophone et meilleur espoir masculin pour Didier Michon au prix lumières, France - 2015
- Nominations meilleur second rôle pour Farida Amrouche et Didier Michon aux trophées francophones du cinéma, France - 2014

Sélections
2016
- Moké Film festival, Pointe-Noire, Congo
- Festival Africlap, Toulouse, France
- African Film Trinidad-et-Tobago (AFTT), Trinidad-et-Tobago
- Ghana Francophone Film Festival, Ghana, Afrique
- RMC Film Festival, Madiana, Martinique
- African Diaspora International Film Festival, Chicago, USA
- African Film Festival à Portland, USA
- Festival Clap Maghreb à Annecy, France
- The Pan African Film Festival (PAFF), Los Angeles, USA
- Festival Caravane des Cinémas d'Afrique à Ste Foy lès Lyon, France
- Femi Festival, Guadeloupe
- Inter-Kultur-Buro, Nuremberg, Allemagne
- Festival Cinéma d'Afrique, Lausanne, Suisse
- Festival Regards D'Afrique, Moulins, France
- Mostra de Films Francophones, Rio de Janeiro
- Festival Rapidlion, Johannesburg, Afrique du Sud
- Festival Cinés d'Afrique, Poitiers
- Arab Film Festival (ALFILM), Berlin
- African Film Festival à Auckland, Nouvelle-Zélande
- Festival Méditerranéen Cinéma et Immigration d'Oujda, Tunisie
- Festival du Cinéma Arabe, Amsterdam
- Festival de la francophonie, Caracas

2015
- African Diaspora Film Festival (ADFF)
- Tournaï Fim Festival à N'djaména, Tchad
- Festival International du Film Arabe de Gabès
- Africa International Film Festival (AFRIFF)
- Middle Eastern Film and Arts Festival à Helsinki, Finlande
- Festival de films africains de Sarrebruck, Allemagne
- Arlington International Film Festival
- Festival Carrousel International du film de Rimouski
- Festival Film aus Afrika de Cologne, Allemagne
- Rencontres cinématographiques de Bejaia
- Festival Écrans noirs à Yaoundé, Cameroun
- Festival de Cinémas d'Afrique de Lausanne, Suisse
- Festival FESTICAB à Gihosha, Burundi
- Festival Gorée Island Cinéma
- Festival Cinéma Arabe d'Amsterdam
- Festival International de Zanzibar
- Festival Cines del Sur de Granada, Espagne
- Festival RomAfrica
- Festival International de Durban
- Festival Filme aus Afrika de Cologne, Allemagne
- Festival des Cinémas d'Afrique de Toulouse, France
- Festival International du Film Oriental de Genève (FIFOG)
- Festival FrancOfilm de Dubai
- Festival FESPACO de Ouagadougou, Burkina Faso
- Festival Cinemafrica Stockholm
- Festival du Film "Middle East and North Africa Region" (MENAR) de Sofia
- Francophone Film Festival de Kalamazoo, USA
- Festival de Contis, France

2014
- Festival Film Africa de Londres
- Festival International du Cinéma Méditerranéen de Tétouan (FICMT)
- Festival des Films du Monde de Montréal
- Festival de Cinéma de la ville de Québec
- Festival LATINARAB de Buenos Aires
- Festival CinéMed de Bruxelles
- Festival Lumières d'Afrique de Besançon
- Festival de Cinéma Maghreb si loin, si proche de Argelès-sur-Mer
- Festival Banlieue is Beautiful - Palais de Tokyo - Paris
- Festival International du film de Brasilia
- Festival du Film de Hambourg
- Festival Cinéalma
- Arab Film Festival de San Francisco
- Festival du Film d'Abu Dhabi
- Festival du Cinéma International en Abitibi-Témiscamingue (Québec)
- Festival African Diaspora International Film Festival (ADIFF) de New-York
- Festival International du Cinéma Francophone en Acadie
- Journée Cinématographique de Carthage
- Festival du Film Arabe de Fameck
- Festival du Film d'Alexandrie
- Festival National du Film de Tanger
- Trophées Francophones du Cinéma
- Jeudi Cinéma Droits de l’Homme de Rabat
- Festival Francofilm de Dubaï et Abu Dhabi

2013
- Film d'ouverture au Festival Les Pépites du cinéma de Paris
- Festival du Film Franco Arabe de Noisy-le-Sec
- Festival du Film d'Abu Dhabi
- Festival International du film de Marrakech